# Casquinha da Portela
Otto Enrique Trepte, mieux connu sous le nom de Casquinha da Portela, né le 1er décembre 1922 à Rio de Janeiro et mort dans la nuit du 2 au 3 octobre 2018 dans la même ville, est un chanteur et compositeur brésilien. Il fait partie de l'aile des compositeurs de Portela.

## Biographie
Otto Enrique Trepte naît le 1er décembre 1922 à Ricardo de Albuquerque, dans la zone Nord de Rio de Janeiro ou a Oswaldo Cruz. Il est le fils d'un immigrant allemand. Il est en contact avec la samba dès son plus jeune âge. Il commence à composer pour un bloc de carnaval dans le quartier où il vit.
En 1953, Avelino da Portela enregistre un LP sur le label Musidisc, sur lequel il inclut Vem, amor, une composition de son cru.
En 1956, le compositeur Candeia le fait entrer dans l'aile des compositeurs de Portela.
En 1959, avec Candeia, Bubu, Valdir 59 et Picolino, il compose la samba-enredo Brasil, panteão de glórias, avec laquelle l'école arrive en tête du carnaval de cette année-là.
En 1963, il forme avec Candeia et Picolino le groupe Os Mensageiros do Samba, qui fait partie du "Movimento de Revitalização do Samba de Raiz", promu par le Centro de Cultura Popular (CPC) en partenariat avec l'União Nacional dos Estudantes (UNE). Avec ce groupe, il enregistre le disque Mensageiros do Samba sous le label Philips. Le disque comprend des chansons composées par les membres du groupe, telles que Se eu conseguir (Casquinha et Picolino). L'année suivante, en 1964, avec ce groupe, il se produit au restaurant Zicartola à l'invitation de Dona Zica et Cartola. Deux ans plus tard, en 1966, avec le départ d'un des membres, Picolino, le groupe se dissout.
L'un de ses succès est la composition Recado (composée par Paulinho da Viola), initialement enregistrée par le groupe A Voz do Morro (Zé Kéti, Paulinho da Viola, Elton Medeiros, Anescarzinho do Salgueiro, Jair do Cavaquinho et Zé Cruz), sur le label Musidisc en 1965.
En 1968, Paulinho da Viola interprète Maria sambamba, une chanson qu'il a écrite.
En 1971, elle se produit lors de rodas de samba organisées au théâtre Opinião. L'année suivante, en 1972, João Nogueira réenregistre Maria sambamba sur le disque João Nogueira, produit par Adelzon Alves pour Odeon.
En 1973, il forme le groupe Tio Samba, qui fait ses débuts dans l'émission Quem Samba Fica d'Adelzon Alves sur Radio Roquete Pinto. L'année suivante, en 1974, l'auteur lui-même réenregistre Recado sur le disque História das Escolas de Samba : Portela, sous le label Marcus Pereira. La même année, en 1974, il participe au disque Quem samba fica, aux côtés de Dona Ivone Lara, Flávio Moreira, Wilson Moreira et Sidney da Conceição. Sur ce disque, produit par Adelzon Alves, il interprète O sonho do escurinho et Outro recado, en partenariat avec Candeia.
En 1975, il participe à l'album Partido em 5 volume 1, aux côtés de Velha, Candeia, Anézio et Joãozinho da Pecadora, interprétant plusieurs sambas partido-alto de son cru, dont Preta aloirada (Elle est noire de peau/mais elle est blonde de cheveux/quand elle arrive à la samba/ c'est presque toujours à l'atropelo). Toujours en 1975, aux côtés de Velha, Hélio Nascimento, Anézio et Candeia, il participe au LP Partido em 5 volume 2, qui comprend Sinal aberto, Coroa avançada (composée par Dolino) et Cabelo danado.
En 1977, aux côtés de Luiz Grande, Joãozinho da Pecadora, Roque do Plá, Anézio do Cavaco et Velha da Portela, il participe à l'album Partido em 5 volume 3, sur lequel il interprète A Velha-Guarda da Portela et Cantor de sacola. L'année suivante, en 1978, Paulinho da Viola interprète Mudei de opinião, en partenariat avec Bubu.
En 1980, Beth Carvalho interprète A chuva cai lá fora, en partenariat avec Argemiro, sur le disque Sentimento brasileiro. L'année suivante, en 1981, la même chanteuse inclut Gorjear da passarada (composée par Argemiro) sur le LP Na fonte, publié par RCA Victor.
En 1986, avec une production de Katsunori Tanaka, le disque Doce recordação - Velha-Guarda da Portela est publié uniquement pour le marché japonais, sur lequel plusieurs compositions d'auteurs de Portela sont enregistrées, ainsi que le titre Doce recordação, écrit en partenariat avec Bubu, et interprété par Casquinha lui-même, alors membre de la Velha-Guarda da Portela.
En 1988, le Japonais Katsonuri Tanaka produit le disque Velha-Guarda da Portela : Homenagem a Paulo da Portela, dans lequel il participe en tant que membre du Velha-Guarda da Portela.
En 1996, Paulinho da Viola, sur le CD Bebadosamba, inclut O ideal é competir, écrit en partenariat avec Candeia. L'année suivante, en 1997, Neguinho da Beija-Flor, sur le CD Reencontro, inclut Preta aloirada.
En 2000, il participe (en tant que membre de la Velha-Guarda da Portela) au CD Tudo azul, produit par Marisa Monte pour le label Phonomotor. La même année, le label Nikita Music réédite le disque Doce recordação sur le marché brésilien. Toujours en 2000, il fête ses 30 ans en tant que membre du groupe Velha-Guarda de Portela. La même année, en 2000, Marquinhos de Oswaldo Cruz, sur le disque Uma geografia popular, interprète Meu bairro.
En 2001, Lula Buarque de Hollanda et Carolina Jabor commencent à tourner un documentaire sur la Velha-Guarda da Portela. Le film, qui débute pendant la saison du Canecão, à l'occasion de la sortie du CD Tudo azul, présente des témoignages de différents membres du groupe. La même année, Carlos Monte et João Baptista M. Vargens publient le livre A Velha Guarda da Portela, dans lequel ils ont interviewé plusieurs membres du groupe. Le livre est lancé au MIS (Musée de l'image et du son) à Rio de Janeiro et présente la Velha-Guarda da Portela et d'autres chanteurs de samba importants de différentes écoles de samba. Toujours en 2001, il publie le CD Casquinha da Portela sur le label Lua Discos de São Paulo. Sur ce disque, son premier solo, il interprète Sol, une composition qu'il a écrite en partenariat avec Argemiro da Portela, aux côtés de la Velha-Guarda da Portela. Un autre invité spécial est le poète et parolier Aldir Blanc, qui interprète en duo Recado, une collaboration avec Paulinho da Viola. Toujours en 2001, aux côtés de Dauro do Salgueiro, Nelson Sargento, Dona Ivone Lara, Baianinho, Niltinho Tristeza, Nei Lopes, Zé Luiz, Nilton Campolino, Jair do Cavaquinho, Monarco, Elton Medeiros, Luiz Grande, Jurandir da Mangueira et Aluízio Machado, il participe au spectacle Meninos do Rio, présenté au centre culturel Banco do Brasil de Rio de Janeiro. La même année, en 2001, le CD du même nom sort.
En 2002, il lance plusieurs de ses disques, dont un avec Guilherme de Brito à la Sala Funarte Sidney Miller de Rio de Janeiro. C'est également en 2002 que paraît le livre Velhas Histórias, memórias futuras (Editora Uerj) d'Eduardo Granja Coutinho, dans lequel l'auteur fait plusieurs fois référence au compositeur.
En 2003, aux côtés de Cláudio Camunguelo, Jorge Presença, Xangô da Mangueira, Leci Brandão, Dona Ivone Lara, Arlindo Cruz, Ivan Milanez et Marquinho China, il est l'un des invités de Nei Lopes dans le cadre d'un projet sur le partido-alto présenté au centre culturel Banco do Brasil.
En 2004, en tant que membre du groupe Velha-Guarda de Portela, il participe à l'album de la chanteuse et pasteure de Portela Tia Surica ainsi qu'au DVD Beth Carvalho - a madrinha do samba, dans lequel il interprète, avec l'animatrice et le groupe Velha-Guarda de Portela, le titre A chuva cai, composé en partenariat avec Argemiro da Portela.
Publié en 2011 par le label Discobertas du chercheur Marcelo Fróes en partenariat avec le label ICCA (Instituto Cultural Cravo Albin), le coffret 100 ans de musique populaire brésilienne est composé de quatre doubles CD contenant huit 33 tours remastérisés. Les disques ont été initialement publiés en 1975, dans une collection produite par le critique musical et diffuseur Ricardo Cravo Albin (pt), sur la base de ses émissions radiophoniques "MPB 100 AO VIVO", avec des enregistrements en direct réalisés dans l'auditorium de Rádio MEC entre 1974 et 1975. Paulinho da Viola participe au volume 8 du CD, en réenregistrant la composition Recado, un partenariat entre Paulinho da Viola et Casquinha.
En 2014, il publie le DVD Casquinha da Portela - O samba não tem cor.

### Mort
Il meurt dans la nuit du 2 au 3 octobre 2018, à l'âge de 95 ans, des suites d'une infection généralisée causée par une insuffisance rénale, après avoir été hospitalisé pendant dix jours à l'hôpital São Matheus, à Bangu, à l'ouest de Rio de Janeiro.